# Diocesi di Floriano
La diocesi di Floriano (in latino Dioecesis Florianensis) è una sede della Chiesa cattolica in Brasile suffraganea dell'arcidiocesi di Teresina. Nel 2021 contava 164.440 battezzati su 206.110 abitanti. È retta dal vescovo Júlio César Souza de Jesus.

## Territorio
La diocesi comprende 23 comuni dello stato brasiliano di Piauí: Antônio Almeida, Baixa Grande do Ribeiro, Bertolínia, Canavieira, Colônia do Gurguéia, Eliseu Martins, Flores do Piauí, Floriano, Guadalupe, Itaueira, Jerumenha, Landri Sales, Manoel Emídio, Marcos Parente, Nazaré do Piauí, Pavussu, Porto Alegre do Piauí, Ribeiro Gonçalves, Rio Grande do Piauí, São Francisco do Piauí, São José do Peixe, Sebastião Leal e Uruçuí.
Sede vescovile è la città di Floriano, dove si trova la cattedrale di San Pietro d'Alcantara.
Il territorio si estende su 48.559 km² ed è suddiviso in 29 parrocchie.

## Storia
La diocesi è stata eretta il 27 febbraio 2008 con la bolla Brasiliensium fidelium di papa Benedetto XVI, in seguito alla divisione della diocesi di Oeiras-Floriano, da cui ha tratto origine anche la diocesi di Oeiras.

## Cronotassi dei vescovi
Si omettono i periodi di sede vacante non superiori ai 2 anni o non storicamente accertati.
- Augusto Alves da Rocha (27 febbraio 2008 - 17 marzo 2010 ritirato)
- Valdemir Ferreira dos Santos (17 marzo 2010 - 4 maggio 2016 nominato vescovo di Amargosa)
- Edivalter Andrade (29 marzo 2017 - 8 novembre 2023 nominato vescovo di Parnaíba)
- Júlio César Souza de Jesus, dal 7 giugno 2024

## Statistiche
La diocesi nel 2021 su una popolazione di 206.110 persone contava 164.440 battezzati, corrispondenti al 79,8% del totale.
| anno | popolazione | popolazione | popolazione | presbiteri | presbiteri | presbiteri | presbiteri                | diaconi | religiosi | religiosi | parrocchie |
| anno | battezzati  | totale      | %           | numero     | secolari   | regolari   | battezzati per presbitero | diaconi | uomini    | donne     | parrocchie |
| ---- | ----------- | ----------- | ----------- | ---------- | ---------- | ---------- | ------------------------- | ------- | --------- | --------- | ---------- |
| 2008 | 173.799     | 193.111     | 89,9        | 29         | 13         | 16         | 5.993                     |         | 16        | 35        | 12         |
| 2013 | 160.800     | 201.000     | 80,0        | 24         | 12         | 12         | 6.700                     |         | 12        | 21        | 29         |
| 2016 | 164.700     | 205.700     | 80,1        | 25         | 16         | 9          | 6.588                     |         | 9         | 18        | 29         |
| 2019 | 163.000     | 204.000     | 79,9        | 26         | 17         | 9          | 6.269                     |         | 9         | 14        | 29         |
| 2021 | 164.440     | 206.110     | 79,8        | 28         | 19         | 9          | 5.872                     |         | 9         | 22        | 29         |